# چادر شهری

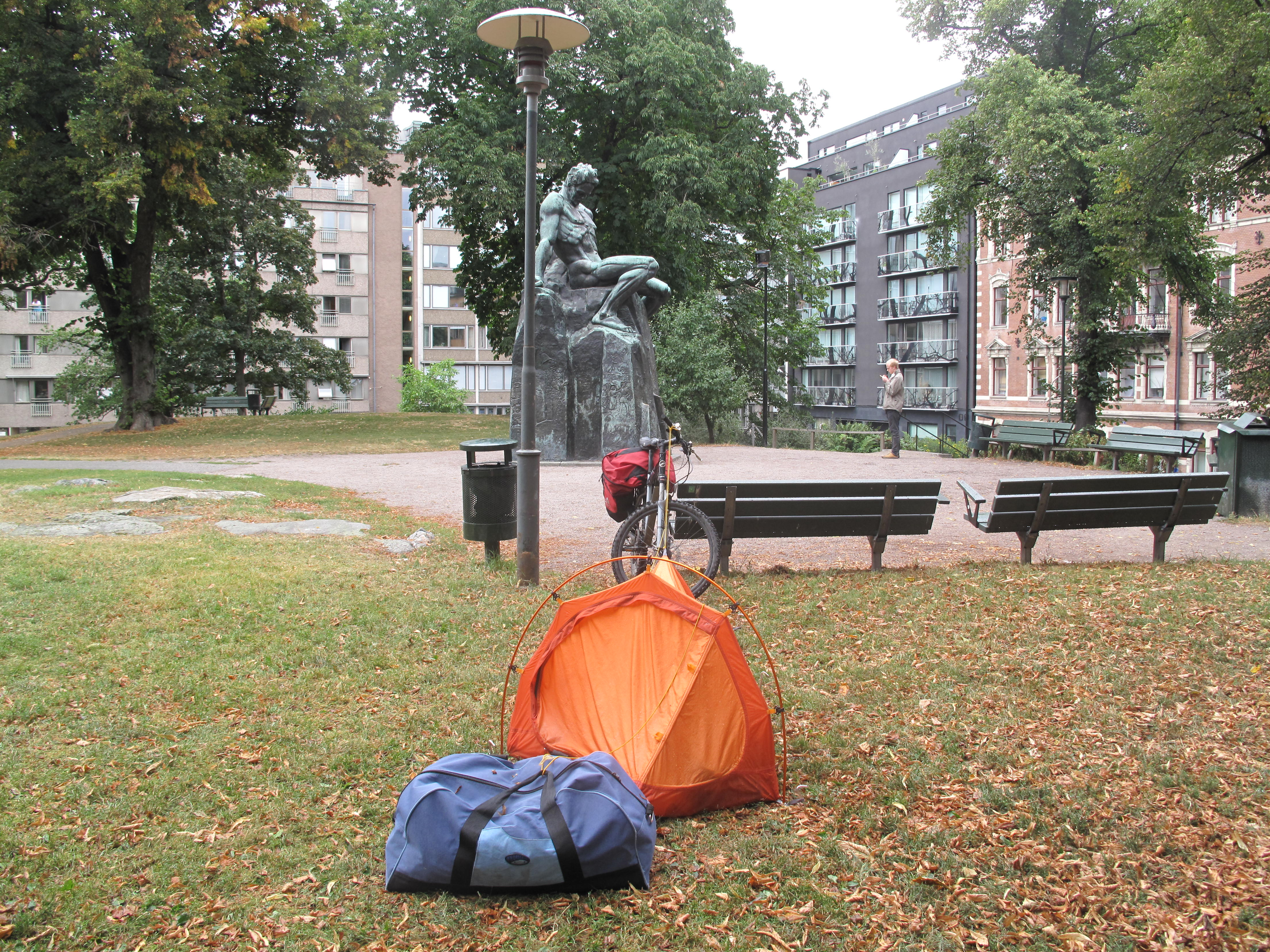
چادر شهری در یک پارک واقع در استکهلم، سال 2011

چادر شهری یا کمپینگ شهری (انگلیسی ، "camping urban") نام یک روند برای اردو زدن در پشت بام خانه‌ها یا در فضای عمومی شهرها است. این نوع کمپینگ همچنین به عنوان اردوگاه مخفی یا اردوگاه چریکی شناخته می شود ، اصطلاحاتی که بر جنبه غیرقانونی کمپینگ شهری تأکید دارد.  اگر صاحبان سقف های مسطح یا شهرداری ها از حقوق خود استفاده کنند، و با پلیس و قوه قضاییه تماس بگیرند برای صاحب کمپینگ شهری مشکل ایجاد می شود. 
برای چادر (کمپینگ) شهری توسط یکی از اعضای جامعه CouchSurfing یک انجمن آنلاین ایجاد شده است که اعضای آن مکان های با امکان چادر زدن و خواب را در اختیار یکدیگر قرار می دهند. چادرزدن یا کمپینگ در مکانهای عمومی و پیاده روها نیز به این اصطلاح تعلق دارد، به عنوان مثال انتظار برای بازکردن شمارنده بلیط در برخی از رویدادها یا نخستین نفر شدن برای خریدهای سال نو. 

## پیوند(های) وب
- نیمکت نشینی (انگلیسی)
- تیم تولزدورف: هتل بزرگ برلین کمپینگ زیر بتن را پیشنهاد می کند. در: spiegel.de ، دسترسی به 11 ژوئن 2017 (انگلیسی)